# Matan Uziel
Matan Uziel (en hébreu : מתן עוזיאל) né le 21 avril 1985 à Beer-Sheva, est un producteur, journaliste, cinéaste et ancien agent de mannequin israélien qui a notamment représenté la muse d'Yves Saint Laurent, Maayan Keret,. Il est le créateur et réalisateur du projet Real Women Real Stories,,,.

## Activités

### Découverte des vidéos Elsagate (2017-aujourd'hui)
Le 22 novembre, BuzzFeed publie un article faisant état de vidéos inquiétantes montrant des enfants dans des situations préoccupantes et abusives. Les informations contenues dans l'article sont recueillies grâce au soutien de Matan Uziel, qui a envoyé son rapport d'enquête au Federal Bureau of Investigation (FBI) le 22 septembre, informant ses dirigeants de l'existence de « dizaines de milliers de vidéos disponibles sur YouTube qui, comme nous le savons, sont un régal pour les yeux des pervers adultes et autres prédateurs en ligne qui se livrent à leurs fantasmes pédophiles,. »
Le 27 novembre, YouTube annonce dans une déclaration à BuzzFeed avoir « clôturé plus de 270 comptes et supprimé plus de 150 000 vidéos », « désactivé les commentaires sur plus de 625 000 vidéos ciblées par des prédateurs sexuels » et « supprimé les publicités sur près de 2 millions de vidéos et plus de 50 000 chaînes se faisant passer pour des chaînes adaptées aux familles. »
Matan Uziel est un fervent défenseur du blocage de YouTube. Il a donné de nombreuses interviews,,,, sur la suppression par YouTube de contenus "sensibles mais servant le bien public".

### Procès de Roman Polanski pour diffamation
En décembre 2017, Roman Polanski intente un procès de 1,5 million de shekels contre Matan Uziel devant le tribunal correctionnel d'Herzliya,. Polanski affirme que Matan Uziel a faussement publié sur son site Web imetpolanski.com que cinq femmes l'avaient accusé de viol,,. Polanski le poursuit pour diffamation et atteinte à la réputation. À la suite de cette action en justice pour diffamation, le tribunal correctionnel d'Herzliya rejette la demande de Polanski de ne pas comparaître en justice.
Polanski fournit divers motifs justifiant son incapacité à comparaître, mais Gilad Hess, le juge présidant l'audience, les rejette un à un. Il condamne Polanki à verser à Matan Uziel 10 000 shekels au titre du remboursement des frais de justice. En novembre 2018, la presse révèle que Polanski a abandonné son action en justice et a été condamné par la cour à verser à Matan Uziel 30 000 shekels (8 000 dollars) au titre du remboursement des frais de justice. Le tribunal accepte la demande de Matan Uziel de ne pas abandonner mais plutôt de rejeter l'action en justice, empêchant ainsi Polanski de le poursuivre à l'avenir pour le même motif.

### Projet Real Women Real Stories
Créé par Matan Uziel le 8 mars 2016,, le projet Real Women Real Stories est une collection internationale de témoignages de femmes du monde entier filmés, qui aborde divers thèmes et sujets. À travers ces documentaires, le projet vise à mettre le spectateur face à différents sujets et à permettre aux femmes de faire entendre leur voix sur ce qui, selon elles, mérite d'être abordé.
Real Women Real Stories a pour objectif d'explorer les qualités personnelles des femmes et d'offrir une palettes d'expériences humaines et de points de vue de femmes de tous horizons. Depuis son lancement, le projet a remporté un grand succès à l'international,,,,,. On y retrouve les témoignages de femmes telles que Zuzanna Buchwald, Kate del Castillo, Bree Olson,,, Kiran Chetry, Esther de Jong, Vanessa Noel, Hoda Ali, Khoudia Diop, Shandra Woworuntu, Amy Paulin, Brooke Axtell, Nikki DuBose, Leah Vincent ou Charlotte Lewis,,,,,,.

### Activisme
Matan Uziel a été ambassadeur de la National Eating Disorders Association,,.
En août 2017, il lance une pétition dans laquelle il demande que Paul Shanley, ancien prêtre violeur d'enfants reconnu coupable, soit placé dans un centre médical sans aucun contact avec des enfants. Au 5 août 2017, plus de 15 000 personnes ont signé cette pétition, qui demande également à ce que les déplacements de Paul Shanley soit surveillés à l'aide d'un bracelet GPS.